# Les Pirates du métro
Cet article concerne le film de Joseph Sargent. Pour le roman de John Godey, voir Les Pirates du métro (roman). Pour le film de Tony Scott, voir L'Attaque du métro 123.
 (novembre 2024).
Si vous disposez d'ouvrages ou d'articles de référence ou si vous connaissez des sites web de qualité traitant du thème abordé ici, merci de compléter l'article en donnant les références utiles à sa vérifiabilité et en les liant à la section « Notes et références ».
Pour plus de détails, voir Fiche technique et Distribution.
Les Pirates du métro (The Taking of Pelham One Two Three) est un film américain réalisé par Joseph Sargent et sorti en 1974. Produit par Edgar J. Scherick, il met en vedette Walter Matthau, Robert Shaw, Martin Balsam, et Hector Elizondo. Le scénario, écrit par Peter Stone, est adapté roman du même nom écrit par John Godey.
Un téléfilm adapté du même roman a été tourné en 1998, puis un remake pour le cinéma en 2009.

## Synopsis
À New York, quatre hommes armés — utilisant des couleurs comme noms — prennent en otage une voiture du métro Pelham 123 et demandent une rançon d'un million de dollars pour la libération des passagers. Le Lieutenant Zachary Garber de la police du métro de New York doit gérer cette affaire, alors même qu'il doit faire visiter le centre de contrôle du réseau à des responsables du métro de Tōkyō.

## Fiche technique
- Titre français : Les Pirates du métro
- Titre original : The Taking of Pelham One Two Three
- Réalisation : Joseph Sargent
- Scénario : Peter Stone, d'après le roman Les Pirates du métro de John Godey
- Musique : David Shire
- Costumes : Anna Hill Johnstone
- Sociétés de production : Palomar Pictures et Palladium Productions
- Société de distribution : United Artists
- Pays de production :  États-Unis
- Langues originales : anglais, espagnol
- Format : Couleur — 35 mm — 2,35:1 — son : Mono
- Genre : drame, policier et d'action, thriller
- Durée : 104 minutes
- Dates de sortie[1] :
  - États-Unis : 2 octobre 1974
  - France : 28 février 1975
- Affiche : Enzo Nistri (Italie)

## Distribution
- Walter Matthau (VF : André Valmy) : le lieutenant Zachary Garber
- Robert Shaw (VF : Bernard Dhéran) : M. Bleu / Bernard Ryder
- Martin Balsam : M. Vert / Harold Longman
- Hector Elizondo (VF : Gérard Hernandez) : M. Gris / Giuseppe Benvenuto
- Earl Hindman : M. Brun / George Steever
- Dick O'Neill (VF : Philippe Dumat) : Frank Correll
- Jerry Stiller (VF : Alain Dorval) : le lieutenant Rico Patrone
- Lee Wallace : le maire Albert Schwarz
- Kenneth McMillan (VF : Albert Augier) : le commandant en chef de la police
- Julius Harris : le commissaire divisionnaire Daniels
- Tony Roberts (VF : Jean-Claude Balard) : Warren LaSalle
- Tom Pedi (VF : Jacques Dynam) : Caz Dolowicz
- Robert Weil : Marino
- Nathan George : l'officier James
- Rudy Bond (VF : Henri Poirier) : Phil, le préfet de police
- James Broderick (VF : Claude Joseph) : Denny Doyle
- Doris Roberts (VF : Paule Emanuele) : Jessie Schwarz
- Beatrice Winde (VF : Tamila Mesbah) : Mme Jenkins
- Walter Jones (VF : Med Hondo) : Mattson
- Joe Seneca : un sergent de police
- Hy Anzell : un préposé au guichet
- Ruth Attaway : l'infirmière du maire

## À noter
- Quentin Tarantino s'inspirera des noms des personnages pour son film Reservoir Dogs en 1992 : le réalisateur utilisera des couleurs comme nom de code des bandits.
- Tony Scott a réalisé un remake du film, L'Attaque du métro 123, avec Denzel Washington et John Travolta, sorti en juillet 2009.
- Une des dimensions ambiguës du film est l'existence de propos orduriers récurrents et de commentaires péjoratifs sur les femmes (plusieurs personnages masculins du film déclarent ne pas aimer voir des femmes à des postes de décision) ainsi que des propos et des actes racistes (envers les noirs et les japonais en visite), aussi bien de la part des gangsters que des policiers et des responsables du métro. Pourtant, plusieurs personnages de pouvoir ou présentés comme positifs sont noirs. Il s'agit sans doute d'humour au second degré, et même lourdement insistant, donnant une part de comédie grotesque au film et reflétant bien l'état d'esprit d'une bonne partie de la société new-yorkaise à cette époque.
- Dans l'une des scènes du film, le World Trade Center est vu brièvement à travers la vitre arrière d'une voiture de police de Phil, commissaire de police (Rudy Bond) avant qu'il se rende à la maison du maire.
- La rame de métro prise en otage est du modèle R22, un modèle construit dans les années 1960.[réf. nécessaire]
- La rame est nommée Pelham 1323 dans la version française, alors qu'il s'agit du Pelham123 dans le VO.
- Alors jeune réalisateur à la télévision, Steven Spielberg fut approché pour réaliser le film.
- Dans la scène où deux policiers s’approchent de la rame de métro, l'un d'eux cite le film Règlements de comptes à O.K. Corral, le western de 1957 mettant en scène Kirk Douglas et Burt Lancaster.